# Bill McCay
Pour les articles homonymes, voir McCay.
Bill McCay est un écrivain américain, auteur notamment de plusieurs livres de science-fiction dérivés d’œuvres de cinéma : Stargate, Star Trek, Spider Man